# Saut en longueur féminin aux championnats du monde d'athlétisme 2013
Navigation
Daegu 2011 Pékin 2015
L'épreuve du saut en longueur féminin des championnats du monde de 2013 s'est déroulée les 10 et 12 août 2013 dans le Stade Loujniki, le stade olympique de Moscou, en Russie. Elle est remportée par l'Américaine Brittney Reese.

## Records et performances

### Records
Les records du 20 km femmes (mondial, des championnats et par continent) étaient avant les championnats 2013 les suivants :
| Record                    | Athlète              | Pays             | Résultat | Lieu                        | Date             |
| ------------------------- | -------------------- | ---------------- | -------- | --------------------------- | ---------------- |
| Record du monde           | Galina Chistyakova   | Union soviétique | 7,52 m   | Leningrad, Union soviétique | 11 juin 1988     |
| Record des championnats   | Jackie Joyner-Kersee | États-Unis       | 7,36 m   | Rome, Italie                | 4 septembre 1987 |
| Record d'Afrique          | Chioma Ajunwa        | Nigeria          | 7,12 m   | Atlanta, États-Unis         | 2 août 1996      |
| Record d'Asie             | Yao Weili            | Chine            | 7,01 m   | Jinan, Chine                | 5 juin 1993      |
| Record d'Amérique du Nord | Jackie Joyner-Kersee | États-Unis       | 7,49 m   | New York, États-Unis        | 22 mai 1994      |
| Record d'Amérique du Sud  | Maurren Maggi        | Brésil           | 7,26 m   | Bogota, Colombie            | 26 juin 1999     |
| Record d'Europe           | Galina Chistyakova   | Union soviétique | 7,52 m   | Leningrad, Union soviétique | 11 juin 1988     |
| Record d'Océanie          | Bronwyn Thompson     | Australie        | 7,00 m   | Melbourne, Australie        | 7 mars 2002      |

### Meilleures performances de l'année 2013
Les dix athlètes les plus performantes de l'année sont, avant les championnats (au 27 juillet 2013), les suivants.
|    | Athlète              | Pays        | Résultat | Lieu                  | Date            |
| -- | -------------------- | ----------- | -------- | --------------------- | --------------- |
| 1  | Brittney Reese       | États-Unis  | 7,25 m   | Doha                  | 10 mai 2013     |
| 2  | Oksana Zhukovskaya   | Russie      | 7,02 m   | Moscou                | 15 juillet 2013 |
| 3  | Janay DeLoach Soukup | États-Unis  | 6,99 m   | Doha                  | 31 mai 2013     |
| 4  | Blessing Okagbare    | Nigeria     | 6,98 m   | Lausanne              | 4 juillet 2013  |
| 5  | Funmi Jimoh          | États-Unis  | 6,92 m   | Doha                  | 10 mai 2013     |
| 5  | Shara Proctor        | Royaume-Uni | 6,92 m   | Lausanne              | 4 juillet 2013  |
| 7  | Tori Bowie           | États-Unis  | 6,91 m   | Westwood (Californie) | 6 avril 2013    |
| 7  | Yelena Sokolova      | Russie      | 6,91 m   | Doha                  | 10 mai 2013     |
| 9  | Darya Klishina       | Russie      | 6,90 m   | Kazan, Russie         | 8 juillet 2013  |
| 10 | Lyudmila Kolchanova  | Russie      | 6,89 m   | Moscou                | 23 juillet 2013 |

## Engagées
Pour se qualifier pour les Championnats (minima A), il fallait avoir réalisé plus de 6,75 m le 1er octobre 2012 et le 29 juillet 2013. Le minima B est de 6,65 m .

## Médaillées
| Or                   | Argent                  | Bronze               |
| Brittney Reese (USA) | Blessing Okagbare (NGR) | Ivana Španović (SRB) |

## Résultats

### Finale
| Rang               | Athlète              | Pays        | Essais | Essais | Essais | Essais | Essais | Essais | Marque | Notes |
| Rang               | Athlète              | Pays        | 1      | 2      | 3      | 4      | 5      | 6      | Marque | Notes |
| ------------------ | -------------------- | ----------- | ------ | ------ | ------ | ------ | ------ | ------ | ------ | ----- |
| Médaille d'or      | Brittney Reese       | États-Unis  | 6,50 m | 7,01 m | x      | x      | 6,95 m | x      | 7,01 m |       |
| Médaille d'argent  | Blessing Okagbare    | Nigeria     | 6,89 m | 6,58 m | 6,68 m | 6,80 m | 6,99 m | 6,96 m | 6,99 m |       |
| Médaille de bronze | Ivana Španović       | Serbie      | 6,70 m | 6,64 m | 6,67 m | x      | 6,82 m | 6,61 m | 6,82 m | NR    |
| 4                  | Volha Sudarava       | Biélorussie | 6,66 m | 6,82 m | 6,49 m | 6,45 m | 6,64 m | 6,50 m | 6.82 m |       |
| 5                  | Shara Proctor        | Royaume-Uni | x      | 6,79 m | 6,60 m | 6,56 m | 6,66 m | 6,69 m | 6,79 m |       |
| 6                  | Darya Klishina       | Russie      | x      | 6,76 m | x      | 6,70 m | 6,69 m | 6,70 m | 6,76 m |       |
| 7                  | Tori Polk            | États-Unis  | 6,65 m | 6,56 m | 6,39 m | 6,73 m | 6,41 m | x      | 6,73 m |       |
| 8                  | Yelena Sokolova      | Russie      | x      | 6,65 m | x      |        |        |        | 6,65 m |       |
| 9                  | Erica Jarder         | Suède       | 6,47 m | x      | x      |        |        |        | 6,47 m |       |
| 10                 | Janay DeLoach Soukup | États-Unis  | x      | 6,43 m | 6,44 m |        |        |        | 6,44 m |       |
| 11                 | Sosthene Moguenara   | Allemagne   | 6,42 m | x      | 6,15 m |        |        |        | 6,42 m |       |
| —                  | Olga Kucherenko      | Russie      | 6,56 m | 6,67 m | 6,67 m | 6,81 m | 6,68 m | 6,72 m | DQ     |       |

### Qualifications
| Rang | Athlète           | Pays                      | Distance      | Par distance | Par distance | Par distance |
|      |                   |                           | Essai 1       | Essai 2      | Essai 3      |              |
| ---- | ----------------- | ------------------------- | ------------- | ------------ | ------------ | ------------ |
| 1    | Shara Proctor     | Royaume-Uni               | 6,85 m (Q)    | 6,85 m       |              |              |
| 2    | Blessing Okagbare | Nigeria                   | 6,83 m (Q)    | 6,83 m       |              |              |
| 3    | Tori Polk         | États-Unis                | 6,75 m (Q) PB | 6,62 m       | 6,75 m       |              |
| 4    | Yelena Sokolova   | Russie                    | 6,70 m (q)    | X            | 6,70 m       | X            |
| 5    | Ivana Spanovic    | Serbie                    | 6,63 m (q)    | 6,58 m       | 6,57 m       | 6,63 m       |
| 6    | Erica Jarder      | Suède                     | 6,59 m (q)    | 6,57 m       | 6,59 m       | 6,58 m       |
| 7    | Olga Kucherenko   | Russie                    | 6,59 m (q)    | 6,59 m       | X            | X            |
| 8    | Brittney Reese    | États-Unis                | 6,57 m (q)    | 6,57 m       | 6,57 m       | 6,42 m       |
| 9    | Lauma Griva       | Lettonie                  | 6,50 m        | 6,46 m       | 6,50 m       | 6,36 m       |
| 10   | Lena Malkus       | Allemagne                 | 6,49 m        | 6,26 m       | 6,49 m       | 6,41 m       |
| 11   | Jana Veldáková    | Slovaquie                 | 6,48 m        | 6,43 m       | 6,48 m       | 6,36 m       |
| 12   | Chantel Malone    | Îles Vierges britanniques | 6,40 m        | 6,20 m       | 6,40 m       | 6,20 m       |
| 13   | Maryna Bekh       | Ukraine                   | 6,31 m        | 6,29 m       | 6,31 m       | 6,30 m       |
| 14   | Jana Koresová     | Tchéquie                  | 6,18 m        | 6,10 m       | 6,10 m       | 6,18 m       |
| 15   | Lynique Prinsloo  | Afrique du Sud            | 6,17 m        | 6,03 m       | X            | 6,17 m       |

| Rang | Athlète             | Pays        | Distance   | Par distance | Par distance | Par distance |
|      |                     |             | Essai 1    | Essai 2      | Essai 3      |              |
| ---- | ------------------- | ----------- | ---------- | ------------ | ------------ | ------------ |
| 1    | Volha Sudarava      | Biélorussie | 6,71 m (q) | 6,38 m       | 6,71 m       | X            |
| 2    | Darya Klishina      | Russie      | 6,70 m (q) | 6,70 m       | 6,70 m       | X            |
| 3    | Sosthene Moguenara  | Allemagne   | 6,63 m (q) | 6,63 m       | X            | X            |
| 4    | Janay Deloach       | États-Unis  | 6,58 m (q) | X            | 6,04 m       | 6,58 m       |
| 5    | Funmi Jimoh         | États-Unis  | 6,57 m     | X            | 6,57 m       | X            |
| 6    | Anna Kornuta        | Ukraine     | 6,53 m     | 6,44 m       | 6,53 m       | X            |
| 7    | Lyudmila Kolchanova | Russie      | 6,53 m     | 6,53 m       | X            | X            |
| 8    | Malaika Mihambo     | Allemagne   | 6,49 m     | 3,63 m       | 5,55 m       | 6,49 m       |
| 9    | Christabel Nettey   | Canada      | 6,47 m     | 6,25 m       | 6,36 m       | 6,47 m       |
| 10   | Éloyse Lesueur      | France      | 6,39 m     | 6,25 m       | X            | 6,39 m       |
| 11   | Arantxa King        | Bermudes    | 6,36 m     | X            | 6,36 m       | X            |
| 12   | Bianca Stuart       | Bahamas     | 6,35 m     | X            | 6,30 m       | 6,35 m       |
| 13   | Dariya Derkach      | Italie      | 6,16 m     | X            | 6,16 m       | X            |
| 14   | Macarena Reyes      | Chili       | 5,93 m     | X            | 5,93 m       | X            |
|      | Lorraine Ugen       | Royaume-Uni | NM         | X            | X            | X            |
|      | Francine Simpson    | Jamaïque    | NM         | X            | X            | X            |

## Légende
Records et Performances
- AR : Record continental (area record)
- CR : Record des championnats (championship record)
- MR : Record du meeting (meet record)
- NR : Record national (national record)
- OR : Record olympique (olympic record)
- PR : Record paralympique (paralympic record)
- PB : Record personnel (personal best)
- SB : Meilleure performance personnelle de la saison (season's best)
- WL : Meilleure performance mondiale de l'année (world leader)
- WJR : Record du monde junior (world junior record)
- WR : Record du monde (world record)

Circonstances et Conditions
- DNF : N'a pas terminé (did not finish)
- DNS : N'a pas pris le départ (did not start)
- DQ : Disqualification (disqualification)
- NM : Aucun essai valable enregistré (No Mark)
- Q : Qualifié « directement » au prochain tour (ou à la prochaine compétition), lors d'une compétition majeure, grâce au classement ou à la réalisation des minima (automatic qualifier)
- q : Qualifié au prochain tour (ou à la prochaine compétition), lors d'une compétition majeure, grâce au repêchage ou à la réalisation de l'une des meilleures performances parmi celles des « non qualifiés directement » (grâce au meilleur temps ou à la meilleure distance par exemple) (secondary qualifier)